# Reza Sokhandan

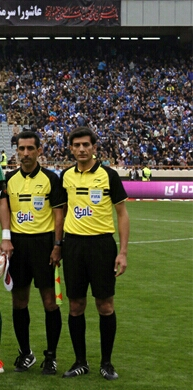
Reza Sokhandan

Reza Ebrahim Sokhandan (persisch رضا سخندان; * 24. Januar 1974) ist ein ehemaliger iranischer Fußballschiedsrichterassistent.
Von 2002 bis 2019 stand er als Schiedsrichterassistent auf der Liste der FIFA-Schiedsrichter und leitete internationale Fußballspiele.
Sokhandan war langjähriger Schiedsrichterassistent von Alireza Faghani und (häufig zusammen mit Mohammadreza Mansouri) bei vielen internationalen Turnieren im Einsatz, darunter bei der U-17-Weltmeisterschaft 2011 in Mexiko (als Assistent von Ali al-Badwawi), bei der Klub-Weltmeisterschaft 2012 in Japan, bei der U-20-Weltmeisterschaft 2013 in der Türkei, bei der Klub-Weltmeisterschaft 2013 in Marokko, bei der Klub-Weltmeisterschaft 2015 in Japan, bei der U-23-Asienmeisterschaft 2016 in Katar, beim Konföderationen-Pokal 2017 in Russland, bei der U-23-Asienmeisterschaft 2018 in China, bei der Weltmeisterschaft 2018 in Russland und bei der Asienmeisterschaft 2019 in den Vereinigten Arabischen Emiraten (jeweils als Assistent von Alireza Faghani).